# يان كيرنان
يان كيرنان (بالإنجليزية: Ian Kiernan)‏ هو متسابق يخت وعالم بيئة أسترالي، ولد في 4 أكتوبر 1940 في سيدني في أستراليا، وتوفي بنفس المكان في 16 أكتوبر 2018 بسبب سرطان.